# Srednja vas pri Kamniku
Srednja vas pri Kamniku – wieś w Słowenii, w gminie Kamnik. W 2018 roku liczyła 233 mieszkańców.